# Pedro Moriana Piña
Pedro Moriana Piña (Casariche, Sevilla, 23 de octubre de 1978) es un Strongman español, boxeador y potencista, campeón de el Hombre más fuerte de España en cuatro ocasiones.
Es capaz de levantar automóviles de gran tamaño. Por sus demostraciones supera a varios strongmen de élite.
Es el primer andaluz de la historia en proclamarse"EL HOMBRE MÁS FUERTE DE ESPAÑA".